# Liste des députés européens de Tchéquie de la 6e législature
Cet article présente la liste des députés européens de République tchèque élus lors des élections européennes de 2004 en République tchèque

## Liste
| Nom                 | Parti   | Groupe parlementaire européen |
| ------------------- | ------- | ----------------------------- |
| Jana Bobošíková     | NEZDEM  | NI                            |
| Jan Březina         | KDU-ČSL | PPE-DE                        |
| Milan Cabrnoch      | ODS     | PPE-DE                        |
| Petr Duchoň         | ODS     | PPE-DE                        |
| Hynek Fajmon        | ODS     | PPE-DE                        |
| Richard Falbr       | ČSSD    | PSE                           |
| Věra Flasarová (en) | KSČM    | GUE/NLG                       |
| Jana Hybášková      | ED      | PPE-DE                        |
| Jaromír Kohlíček    | KSČM    | GUE/NLG                       |
| Jiří Maštálka       | KSČM    | GUE/NLG                       |
| Miroslav Ouzký      | ODS     | PPE-DE                        |
| Miloslav Ransdorf   | KSČM    | GUE/NLG                       |
| Vladimír Remek      | KSČM    | GUE/NLG                       |
| Zuzana Roithová     | KDU-ČSL | PPE-DE                        |
| Libor Rouček        | ČSSD    | PSE                           |
| Nina Škottová       | ODS     | PPE-DE                        |
| Ivo Strejček        | ODS     | PPE-DE                        |
| Daniel Stroz        | KSČM    | GUE/NLG                       |
| Oldřich Vlasák      | ODS     | PPE-DE                        |
| Jan Zahradil        | ODS     | PPE-DE                        |
| Tomáš Zatloukal     | SNK     | PPE-DE                        |
| Vladimír Železný    | NEZDEM  | Ind/Dem                       |
| Josef Zieleniec     | SNK     | PPE-DE                        |
| Jaroslav Zvěřina    | ODS     | PPE-DE                        |